# Laura Adani
Laura Adani (* 7. Oktober 1906 in Modena; † 30. August 1996 in Moncalieri) war eine italienische Schauspielerin.

## Leben
Adani begann ähnlich wie ihre dem Schauspiel verbundenen Schwestern früh mit kleinen Rollen und wurde in den 1930er Jahren zu einer der wichtigsten Darstellerinnen Italiens. Bereits 1930/31 wurde sie von Mario Mattoli für die legendäre Theatergruppe „Za-Bum“ verpflichtet. Es folgten Rollen in Klassikern neben Luigi Cimara, Umberto Melnati und vor allem Renzo Ricci, mit dem sie in vielen Werken Shakespeares und D’Annunzios zu sehen war. Legendär ist die von Guido Salvati eingerichtete Inszenierung aus dem Jahr 1942. La figlia di Iorio. Ab der zweiten Hälfte des Jahrzehnts legte Adani ihren Schwerpunkt auf zeitgenössische Stücke, in denen sie ihren raffinierten, ausdrucksstarken und temperamentvollen Stil mit ihrer herausragenden Stimme einsetzen konnte. In späteren Jahren arbeitete sie mit Regisseuren wie Paolo Grassi, Giorgio Strehler und Roger Blin zusammen. Tourneen führten sie 1965 bis in die Vereinigten Staaten. Sie beendete ihre Bühnenauftritte 1981.
Gelegentlich nahm Laura Adani auch Film- u. Fernsehrollen an.
Adani war zweimal verheiratet; 1947 mit Graf Luigi Visconti und 1969 mit Graf Ernesto Balbo Bertone.

## Filmografie (Auswahl)
- 1933: Aria di paese
- 1960: Wind des Südens (Vento del Sud)
- 1970: Borsalino
- 1980: Der Kuckuck (Il lupo e l'agnello)